# Massacre de Boston
 (novembre 2019).
Le massacre de Boston (en anglais : Boston Massacre) est une exaction commise par les Britanniques le 5 mars 1770, dans leur colonie américaine du Massachusetts. Également connu comme l'incident sur la rue King (en anglais : Incident on King Street), ce massacre de civils est le premier épisode mémorable de l'opposition entre les Treize colonies d'Amérique du Nord et la Grande-Bretagne qui se cristallise progressivement pendant la seconde moitié du XVIIIe siècle.
Les troupes britanniques sont stationnées à Boston, capitale de la province de la baie du Massachusetts, depuis 1768 afin de protéger et de soutenir les fonctionnaires coloniaux tentant de faire respecter l'impopulaire législation votée par le Parlement de Grande-Bretagne, dont une série de taxes. Alors que les relations sont tendues entre la population et les soldats, une foule probablement en majorité alcoolisée se forme autour d'une sentinelle britannique, laquelle est bientôt injuriée et malmenée. Le soldat est alors rejoint par huit autres qui sont également soumis à des menaces verbales et à des jets de projectiles (boules de neige). 
Soudainement, les Tuniques rouges croient entendre un coup de feu (il n'en était probablement rien, étant donné le sentiment de puissance hégémonique qu'inspiraient les Britanniques à l'époque). Les soldats tirent alors dans la foule, sans en avoir reçu l'ordre, tuent sur le coup cinq personnes et en blessent plusieurs autres dont deux meurent plus tard de leurs blessures, ce qui porte le total à sept morts.
La foule se disperse après que le gouverneur colonial par intérim, Thomas Hutchinson, a promis une enquête. Celle-ci est annulée le lendemain. 
L'incident est aussitôt repris, aux fins de propagande, par les principaux Patriots, tels Paul Revere et Samuel Adams, afin d'alimenter la haine envers les autorités britanniques et accélérer le processus d'union indépendantiste. Face aux menaces grondantes, le retrait des troupes pour le fort de Castle Island est décidé. L'enquête reprend. Huit soldats, un officier et quatre civils sont arrêtés et accusés d'assassinats. Défendus par l'avocat et futur président américain, John Adams, six des soldats sont acquittés, tandis que les deux autres sont reconnus coupables d'homicide involontaire et condamnés à de courtes peines. Les hommes reconnus coupables d'homicide involontaire sont condamnés à être marqués sur la main. 
L'une des victimes est un ancien esclave, Crispus Attucks, longtemps considéré  comme le premier martyr de la révolution américaine,,. Mais son rôle exact et ses intentions font encore débat. Il demeure néanmoins une figure importante dans l'histoire du pays,.
L'événement illustre la tension entre Britanniques et colons, qui ne cessera de croître et s'étendre pour donner lieu en 1775 à la Révolution américaine et à la guerre d'indépendance des États-Unis.

## Contexte

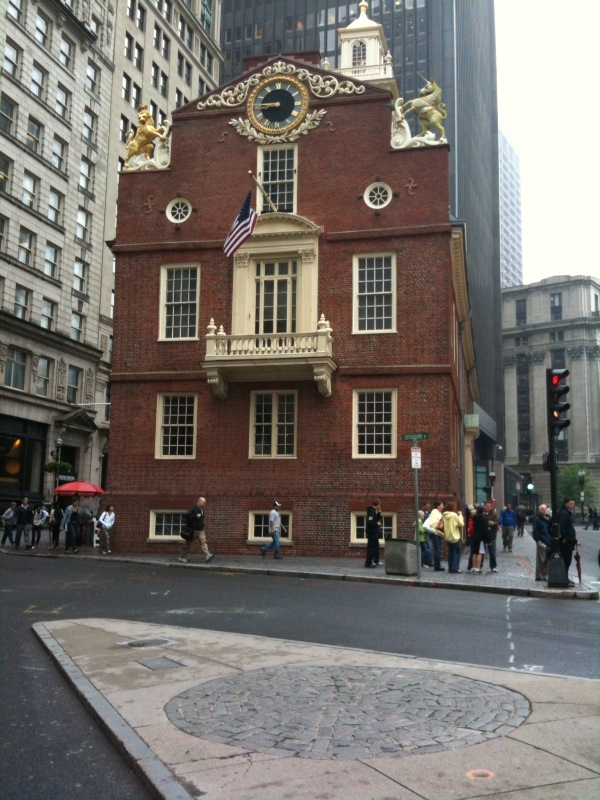
L'Old State House de Boston, siège du gouvernement colonial britannique de 1713 à 1776. Le massacre de Boston s'est déroulé face au bâtiment et est désormais marqué d'un disque pavé.

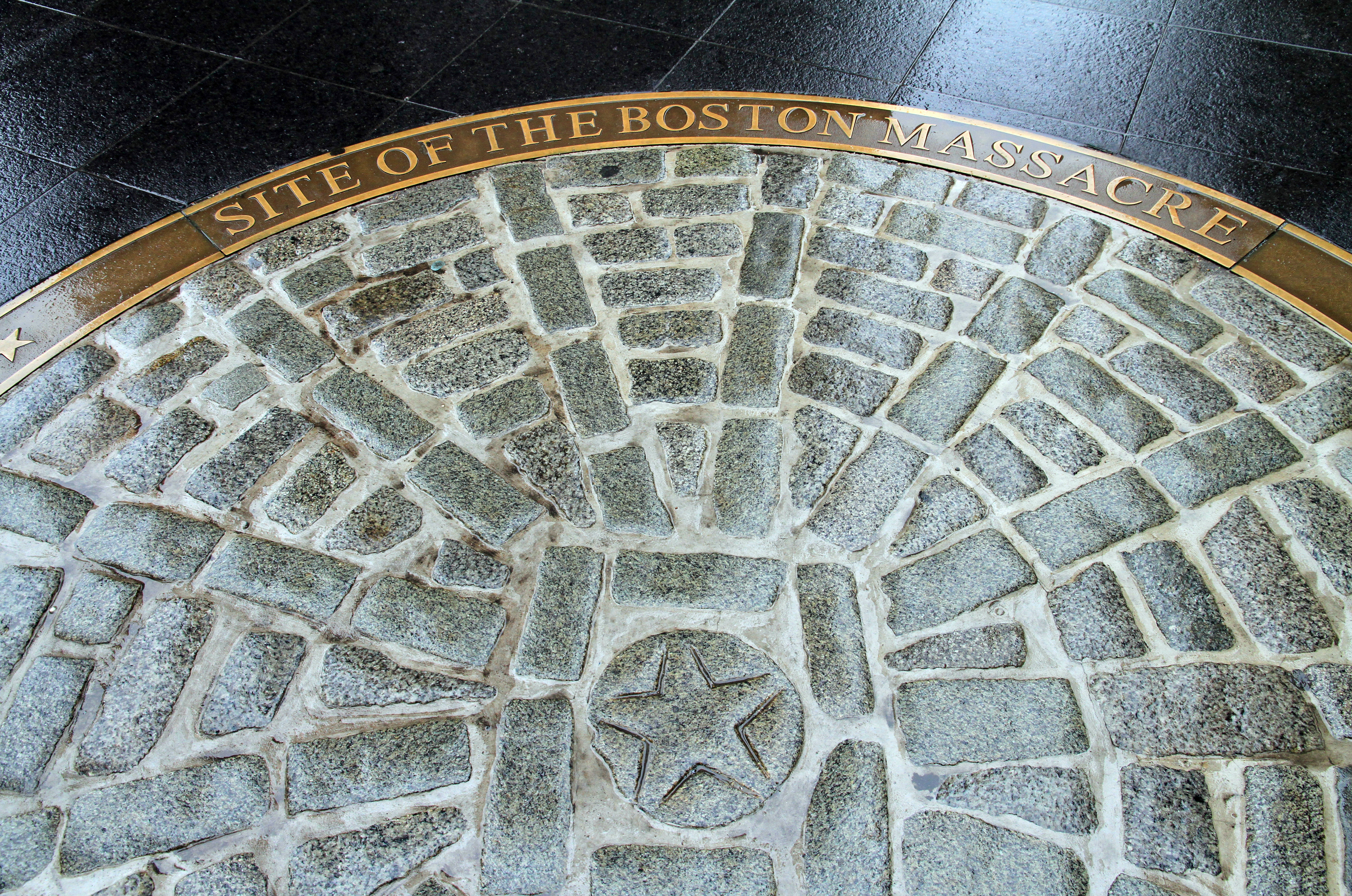
Le disque pavé marquant le lieu du massacre de Boston.

Alors que les treize colonies britanniques d'Amérique sont en pleine effervescence et que le conflit avec la Grande-Bretagne menace, les troupes britanniques sont stationnées dans des villes comme Boston, capitale de la province de la baie du Massachusetts et ville portuaire d'importance mais aussi foyer notable de résistance et de contestation anti-britannique. En effet, en 1767, les Townshend Acts instituent une taxe sur plusieurs marchandises importées dans les colonies américaines. Ces lois soulèvent la grande réprobation et la résistance des colons américains qui les considèrent comme une violation des droits des sujets britanniques dans les colonies. La Chambre des représentants du Massachusetts fait campagne contre les Townshend Acts en envoyant une pétition au roi George III lui demandant d'y mettre fin, puis en faisant circuler une lettre circulaire (en) aux autres représentations des colonies leur demandant de se joindre à leur mouvement.
En Grande-Bretagne, Lord Hillsborough, récemment nommé au poste nouvellement créé de secrétaire d'État aux Colonies, s'alarme des actions de la Chambre des représentants du Massachusetts. En avril 1768, il envoie une lettre aux gouverneurs coloniaux en Amérique, leur demandant de dissoudre les assemblées coloniales si elles répondent à la lettre circulaire du Massachusetts. Il ordonne également au gouverneur du Massachusetts Francis Bernard de reprendre la main sur la Chambre des représentants et d'annuler la lettre. Ce dernier refuse d'obtempérer.
Au cours de l'été 1768, les agents des douanes confisquent un sloop appartenant à John Hancock, accusé de violer les règlements commerciaux. La foule prend d'assaut les douanes, obligeant les agents à se réfugier sur un navire de guerre britannique mouillé dans le port. De nouvelles troupes sont envoyées en renfort de Grande-Bretagne pour maintenir le calme à Boston. Si Londres dut finalement faire marche arrière devant le boycott des marchandises et abroger les lois, la tension restait vive, en particulier à Boston. Les radicaux, regroupés dans l’organisation clandestine des « Fils de la Liberté », continuent la lutte contre le pouvoir colonial et multiplient les incidents contre les soldats britanniques.
Le 22 février 1770, à Boston, Ebenezer Richardson est menacé par la foule : il tire à la carabine et tue un adolescent, Christopher Seider. Des rixes opposent des manifestants aux troupes britanniques.

## Le massacre

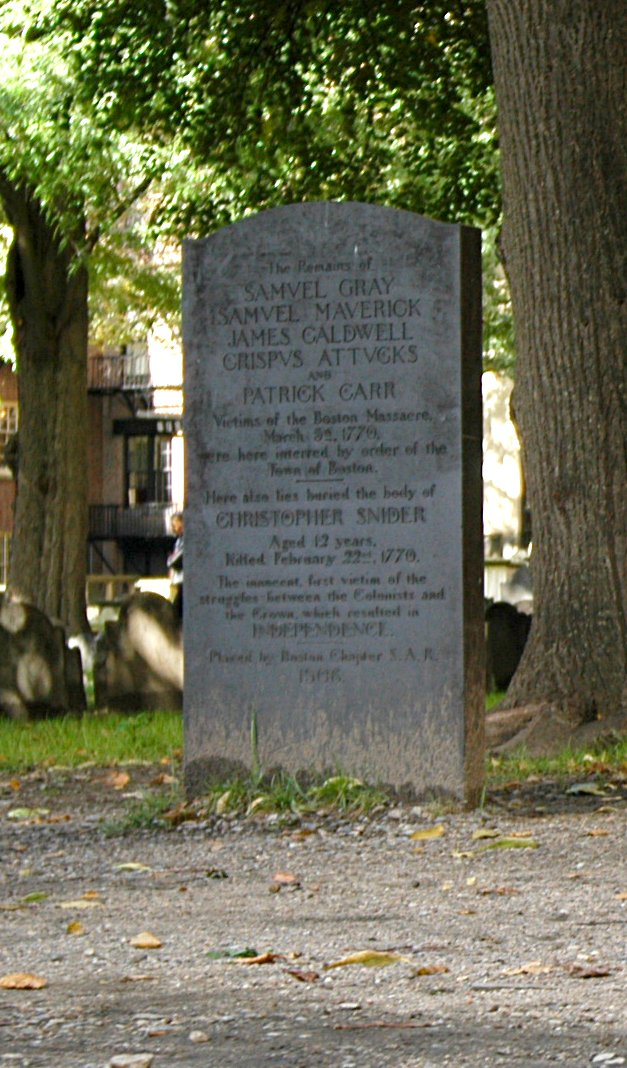
Plaque funéraire commémorative au Granary Burying Ground.

Le 5 mars 1770, sur King Street, les soldats britanniques, sous le commandement du capitaine Thomas Preston (en), tirent sur la foule. Cinq personnes trouvent la mort dans le « massacre, plus deux autres, suite à leurs blessures, ». Les noms des victimes sont connues : on trouve Crispus Attucks, le matelot James Caldwell, deux apprentis du nom de Samuel Maverick et Christopher Monk, ainsi que Samuel Gray, John Clark et Patrick Carr. Le tocsin sonne le soir même et les soldats sont harcelés par les Bostoniens. Paul Revere réalise des gravures de propagande du massacre de Boston (« Massacre sanglant de King Street »), ce qui permet de diffuser l'information dans toutes les colonies. Plusieurs détails ne correspondent pas à la réalité : en réalité, il n'y avait pas de neige et Crispus Attucks a, sur le document, la peau blanche.

## Conséquences

### Enquête
Le surlendemain du massacre, les autorités de la Couronne britannique décidèrent de transférer les troupes du centre-ville vers le fort de Castle Island, située dans le port de Boston, afin de calmer la tension.

### Propagande
Les journaux de la ville mettent en valeur cet événement et en font le symbole de la tyrannie britannique. Après les violences, la Grande-Bretagne décide de dissoudre les assemblées du Massachusetts.

### Procès
Les responsables du massacre, le capitaine Thomas Preston et ses soldats, furent jugés et finalement acquittés. C'est John Adams qui assura leur défense au procès.

## Postérité
Le 17 mars 1776, soit 6 ans et 12 jours après le massacre, a lieu l'Evacuation Day. Les troupes britanniques de William Howe battent alors en retraite, et se retirent en Nouvelle-Écosse, événement toujours célébré de nos jours. 
Le massacre de Boston, tragique, est connu sous l'expression britannique de Bloody Massacre, et est resté dans la mémoire américaine comme l'un des éléments déclencheurs de la révolution : il est célébré jusqu'en 1783 comme fête « nationale » par les Patriotes. Cet événement a été immortalisé par une gravure largement imprimée et diffusée par Paul Revere. Un monument se dresse sur le site du massacre ; il fait partie du Freedom Trail.